# A Thousand Years
«A Thousand Years» —en español: «Mil años»— es una canción interpretada por la cantante y compositora estadounidense Christina Perri. Se lanzó en iTunes el 18 de octubre de 2011 como parte de la promoción de la película The Twilight Saga: Breaking Dawn - Part 1 y su banda sonora, siendo el segundo sencillo del álbum y el tercero de la cantante. Conocida erróneamente por algunas publicaciones web como «Thousand Years» o confundida con el primer sencillo de Vanessa Carlton «A Thousand Miles», es una pista pop y piano rock, cuya instrumentación incluye piano, guitarra y violín y su letra se centra en los miedos y demás pensamientos de los personajes de la saga literaria y fílmica Twilight, Bella Swan y Edward Cullen antes y durante su boda. 
La pista recibió en general comentarios positivos de parte de los críticos de música contemporánea, de los cuales varios destacaron la voz de la intérprete. Gracias a su índice de ventas digitales, la canción obtuvo éxito comercial en varios países, entre los que destacan Irlanda, Australia, Nueva Zelanda y Estados Unidos. Su puesto más alto obtenido en los rankings fue el número siete en la lista irlandesa Irish Singles Chart, país en el que recibió un disco de oro por haber vendido 7500 copias.
En su video promocional, Christina Perri canta el tema mientras se muestran escenas del filme, principalmente de la boda y la luna de miel de los personajes principales. El video recibió comentarios diversos de parte de los críticos, quienes argumentaron que lo más importante de su contenido eran las escenas de la película. Perri presentó la canción en numerosos escenarios, como en el tour promocional de la película Breaking Dawn — Part 1, llamado Breaking Dawn Cast & Concert Tour, y también en los espectáculos del Reino Unido de su gira internacional The Lovestrong Tour.

## Antecedentes y lanzamiento

Christina Perri comparó la historia de amor de los personajes principales de Twilight con la de la famosa obra de William Shakespeare Romeo y Julieta.

«A Thousand Years» es una canción escrita por Christina Perri y David Hodges, producida por este último y grabada durante el 13 de agosto de 2011 —fecha en la que, según los libros, se casaron los protagonistas de la saga— en los estudios de Ocean Way Recording ubicados en Los Ángeles, California. Se anunció a través de la cuenta oficial de Twilight en Twitter el 26 de septiembre de 2011 que la intérprete participaría en la banda sonora del filme al revelar la lista de canciones del álbum y luego la cantante reveló en su sitio web que la canción sería lanzada en octubre por Atlantic, Warner y Chop Shop Records. Perri comentó durante una entrevista a Billboard cómo supo que había sido seleccionada para participar del álbum:

«Nunca, nunca olvidaré la llamada telefónica que me hicieron. Me dijeron algo como: Usted ha sido elegida para participar en la banda sonora, interpretará un sencillo del álbum. También va a hacer un video musical con escenas de la película y se irá de gira con el elenco».

Un adelanto de la canción con una duración no superior a los treinta segundos fue puesto en la página oficial de la película en Facebook desde el 13 de octubre para promocionar el lanzamiento oficial del tema. Poco tiempo antes del lanzamiento de la canción, la intérprete se refirió en su sitio web y en su Twitter a lo que fue participar junto a David Hodges en la escritura del tema, diciendo que «fue un sueño hecho realidad» y explicó lo que sintió al formar parte de la lista de intérpretes seleccionados para incluir una pista en la banda sonora, argumentando: «Me siento tan honrada de estar entre todos estos fabulosos artistas». Perri también comentó que seguía la saga Twilight desde hace tiempo:

«He sido una fan de la saga Twilight desde hace años; para mí, todo trata sobre los personajes Bella y Edward. Siento como si fuera la historia de Romeo y Julieta, que acaban de pasar a ser vampiros. Me encantó desde el primer día».

La carátula del tema fue lanzada durante el 17 de octubre de 2011 a través de la página oficial de la cantante, mientras que «A Thousand Years» se lanzó al día siguiente a través de la plataforma digital iTunes y de las radios de los Estados Unidos; la primera radioemisora en transmitir el tema fue la KLLC ubicada en San Francisco, California. De forma conjunta al lanzamiento del tema se dispuso un video promocional, dirigido por Elliot Sellers y hecho para mostrar la letra de la canción; el video contó con breves participaciones de Perri y se incluyeron numerosos artículos alusivos a las portadas de los libros de la saga Twilight. El videoclip se lanzó en las cuentas oficiales de Facebook y Twitter de la cantante, así como en su página web.

## Estructura y composición
De acuerdo con la partitura publicada en el sitio web Music Notes por Hal Leonard Corporation, la canción es una balada que se asocia con los géneros pop y piano rock e incorpora en su instrumentación guitarras acústicas y piano. «A Thousand Years» está compuesta en un compás de tres cuartos y posee un tempo moderado de cincuenta pulsaciones por minuto. El tema está en la tonalidad de si bemol mayor. El registro vocal de Perri abarca dos octavas, desde fa #3 a do #5 y su progresión armónica es de mi-si-sol.
La letra de «A Thousand Years» trata sobre el amor eterno y los problemas de los personajes de la saga literaria y fílmica Twilight, Bella Swan y Edward Cullen. Se destacan su relación y el amor que se tenían el uno por el otro durante el coro de la canción, que dice: I have died every day waiting for you/Darling don't be afraid/I have loved you for a thousand years («He muerto cada día esperándote/Cariño no tengas miedo/Te he amado por mil años»). Respecto a la inspiración para la letra del tema la cantante dijo haberse basado lo menos posible en lo que vio durante la proyección de la película y en mayor medida en lo que sintió al leer la serie de Stephenie Meyer. Frente a su comentario anterior citó como la frase que mejor concuerda con la canción la de «hundirse en el agua y amarse eternamente». Refiriéndose a este extracto sobre la primera noche de la luna de miel de los protagonistas: «“No tengas miedo” murmuré. “Estamos hechos el uno para el otro” [...] “Para siempre”, afirmó él, y a continuación nos llevó lentamente hacia las profundidades». Christina añadió: «En “A Thousand Years” escribí sobre el amor apasionado de Edward y Bella durante los últimos 1000 años, y los 1000 años siguientes y toda la eternidad. Por lo tanto, esa cita es la que más le va a la canción». Perri dijo que incluyó la temática sobre los problemas de los personajes al pensar en sus puntos de vista y en las sensaciones que pudieron pasar por sus mentes antes de la boda. Comentó sobre la letra de la canción a MTV que la consideraba «bonita, clásica y simple», y agregó que «es posiblemente la canción de amor puro más grandiosa que ha escrito, ya que trata la forma de amor más simple; sobre algo eterno».

## Recepción

### Crítica
«A Thousand Years» recibió, en general, respuestas positivas de parte de los críticos de música contemporánea. Kyle Anderson de la revista Entertainment Weekly dijo: «La fantásticamente opulenta “A Thousand Years”, de la autora de “Jar of Hearts”, Christina Perri, marca la pauta para The Twilight Saga: Breaking Dawn—Part 1; firmes rasgados acústicos, cuerdas en cascada y una voz penetrante que expresa adoración eterna. Cuando Sleeping at Last intenta alcanzar las mismas notas en "Turning page" solo demuestra cuán efectiva es la embrujada confianza de Perri». Bill Lamb, del sitio de crítica About.com, calificó la pista con cuatro de cinco estrellas y explicó:

«Al comienzo, el sencillo nuevo de Christina Perri, “A Thousand Years” suena bastante común. Sin embargo, dénle una oportunidad y escúchenlo entero; [...] hay una voz singularmente hermosa y una aproximación a una canción pop aquí. Entre los puntos positivos de la canción, están su bellísima y abundante orquestación y la letra simple que Christina Perri logró escribirle, que le da un excelente efecto y la estructura sencilla del tema. Además, considero que usa un sonido con el magnífico efecto de estar con un amigo que elige hablarnos cantando en vez de usar los patrones de habla comunes. Lo único negativo que podría mencionar de la canción es que lamentablemente también se basa un poco en el lado insulso del espectro emocional».
Bill Lamb.

Cuando Randall Roberts del diario Los Angeles Times reseñó la banda sonora de The Twilight Saga: Breaking Dawn, dijo: «Aquellos que no estén interesados en las baladas lentas y sentimentales deberían evitar como la peste las canciones de Imperial Mammoth, Sleeping at Last y Christina Perri, que derretirán a los vulnerables: Las únicas excepciones del álbum son “Aqualung” y “Cold”, de Lucy Schwartz». En su crítica para la página web Consequence of Sound, Caitlin Meyer entregó comentarios negativos sobre la canción cuando sostuvo que «una Christina Perri particularmente quejumbrosa resume las falencias del álbum en que participa, interpreta una canción sin brillo sobre el amor, que incluye líneas hiperbólicas como “He muerto cada día esperándote”». Cristina Jaleru del diario Houston Chronicle entregó comentarios favorables sobre la canción señalando que «dio voz a los personajes principales de la película y a su necesidad de amarse», y añadió que la letra del tema «refleja de forma precisa los conflictos y pensamientos de los protagonistas», refiriéndose a las líneas: I have died every day waiting for you/I have loved you for a thousand years/I'll love you for a thousand more («He muerto cada día esperándote/Te he amado por mil años/Te amaré por mil más»). 
Chad Grischow presentó una reseña mixta de parte del sitio web IGN, comentando que «esta nueva princesa del pop realiza su mejor intento de engatusar a los amantes de las baladas con “A Thousand Years”», y resaltó que «tanto el piano como la guitarra acústica acarician sus dulces y sólidas proclamaciones de amor, acompañadas en ocasiones por una voz masculina para crear armonías en esta agradable canción». Robert Copsey de la página web británica Digital Spy dio una crítica positiva de la canción diciendo: «El número de la prometedora estrella Christina Perri hará que los fans pidan a la pareja que se casen incluso si la actuación de los protagonistas no resultara convincente». El sitio web Music Reviews 10 argumentó que la pista «le viene a Christina Perri como anillo al dedo», comentaron que la canción no es tan buena como el sencillo del artista estadounidense Bruno Mars «It Will Rain», pero que esto se debía posiblemente a que Perri no quiso forzar su voz en este sencillo debido a sus recientes problemas en las cuerdas vocales. MTV News España entregó una reseña positiva de la canción y de la interpretación de Perri en ella, llamándola como «la artista perfecta para cantar la historia de amor entre Edward Cullen y Bella Swan».

### Comercial
En la semana del 23 de octubre de 2011, «A Thousand Years» debutó en el puesto número setenta y cuatro del conteo estadounidense Billboard Hot 100, para luego avanzar hasta el puesto treinta y uno, siendo esta su mejor posición antes de salir del listado; la pista también entró en las listas de Estados Unidos Adult Pop Songs y Adult Contemporary en los puestos quince y veinticuatro respectivamente, y más tarde avanzó varios puestos hasta las posiciones número siete y doce en ambas listas de éxitos. La canción se volvió merecedora de tres discos de platino en los Estados Unidos otorgados por la Recording Industry Association of America tras vender 3 000 000 de copias en dicho país. En las listas austriacas, la canción logró ingresar y mantenerse en el puesto número sesenta y nueve durante su primera semana para avanzar al número sesenta en la semana siguiente, siendo este su último puesto antes de salir del ranking; solo logró entrar y mantenerse durante cuatro semanas en las listas de éxitos de Bélgica, de la región flamenca Ultratop 50 Singles entrando en el puesto noventa y cuatro y alcanzando el cuarenta y cuatro como su mejor posición. En el Canadian Hot 100, la pista debutó y se mantuvo en la posición número setenta del conteo durante la semana que inició el 5 de noviembre, antes de salir definitivamente de la lista de éxitos al final de la respectiva semana; pasado un tiempo, la pista fue certificada con un disco de oro en Canadá al vender más de 40 000 copias digitales.
«A Thousand Years» fue un éxito en Australia y Nueva Zelanda, donde alcanzó los puestos número trece y once respectivamente; se mantuvo durante catorce semanas en ambos conteos y recibió dos discos de platino luego de vender más de 140 000 copias en Australia y uno en Nueva Zelanda al alcanzar las 15 000 copias vendidas. Logró ingresar en las listas irlandesas en el puesto once para luego trepar al número siete, en dicho país recibió un disco de oro otorgado por la Irish Recorded Music Association por haber vendido 7500 copias. «A Thousand Years» debutó en el UK Singles Chart en el puesto número treinta y dos manteniéndose en él por seis semanas consecutivas antes de salir de la lista. La pista logró entrar en la lista de éxitos de Finlandia Finland Singles Top 20 llegando al puesto diecinueve, manteniéndose en él por tres semanas consecutivas y a la de Escocia logrando situarse en el puesto veintiséis. En Japón, la canción debutó en el puesto número doce y luego avanzó hasta la posición número nueve, siendo su mejor puesto en la lista Japan Hot 100.
«A Thousand Years» logró entrar en la lista de éxitos musicales de Billboard Radio Songs, en la que ascendió hasta el puesto número cuarenta y seis, mientras que en las listas de éxitos Pop Songs y Latin Pop Songs —que también se basan en el nivel de airplay que las canciones reciben semanalmente— logró debutar los puestos treinta y ocho y treinta respectivamente, más tarde avanzó hasta la posición número treinta y uno en el ranking Pop Songs y hasta la veinticuatro en el Latin Pop Songs. «A Thousand Years» fue nombrada como la decimoquinta canción más escuchada a través de la radio estadounidense KLLC, mientras que la radioemisora de Texas KGSR la posicionó segunda en su lista de los temas más solicitados. La pista se posicionó en el número ochenta y ocho durante su semana debut en la lista de éxitos radiales checa Radio Top 100 Chart para luego trepar hasta el puesto trece y estancarse en él antes de salir de la lista.

## Video musical

### Producción
El video musical de «A Thousand Years» fue dirigido por Jay Martin —quien ya había trabajado con Perri en el videoclip de su sencillo «Jar of Hearts»— y grabado en el mismo lugar utilizado por los productores de la película como la casa de la familia Cullen durante el 7 de octubre de 2011, contiene variados extractos de The Twilight Saga: Breaking Dawn en los que se muestra la boda de los protagonistas y su posterior luna de miel en Brasil y también muestra a Perri interpretando la canción. Christina Perri utilizó un vestido negro muy similar al que usa Kristen Stewart durante la boda de su personaje —creado por Carolina Herrera— en el video del tema, dicho traje fue diseñado por la intérprete en conjunto con su estilista Alejandro Peraza, quien completó la imagen de la artista con una cadena de oro blanco anudada como pulsera. Respecto a lo que fue el diseño del vestido, Perri comentó:

Lo diseñamos nosotros mismos ya que no deseábamos tener ninguna marca que distrajera la atención de los que vieran el video. Me agradó mucho combinar [en el vestido] el estilo de niña [por la silueta que tiene] con el de chica ruda [por su color].

La intérprete comparó el vestido con los trabajos del diseñador inglés Alexander McQueen y además alegó que si bien su similitud con el vestido de novia usado por Kristen Stewart no podía pasarse por alto, este parecido no poseía otra motivación que la de generar sentimiento y contraste frente a las escenas de Bella Swan caminando al altar. Las escenas de la boda y de la luna de miel de los protagonistas incluidas en el video fueron grabadas a partir del 1 de noviembre de 2010 en las ciudades de Río de Janeiro y Parati. Jay Martin realizó comentarios sobre la utilería del video antes de su lanzamiento, en los que dijo:

Es la segunda oportunidad en la que dirijo un video de Perri, fue algo muy divertido. Utilizamos seis mil pequeñas velas como parte de la utilería, el lugar en el que grabamos se parecía a un sauna pero a pesar de todo el peligro creo que esas escenas son las mejores, las «más hermosas».

### Trama
El video comienza con Christina Perri sosteniendo una vela mientras canta en la oscuridad. A continuación, se procede a mostrar imágenes de la película Breaking Dawn en las que distintos personajes se enteran de la boda de los protagonistas. El video continúa alternando entre la presentación de Perri y los clips del filme: las escenas incluyen la boda de Edward y Bella y su luna de miel en Brasil. A mitad de la presentación, Perri deja la vela en el suelo junto a otras miles que están ubicadas a su alrededor para luego dirigirse a cantar en un balcón. Al finalizar el vídeo se ve a Perri mirando por una gran ventana en silencio.

### Lanzamiento y recepción
«Los fanáticos de las películas deberán mentalizarse para ver más imágenes del día de la boda en este clip que celebra el amor de Bella y Edward».
Comentario entregado por Perri poco antes del estreno del video.

El video musical del tema fue puesto a disposición de los usuarios de la plataforma estadounidense del sitio web iTunes de forma anticipada a su lanzamiento mundial el 25 de octubre de 2011. Luego de varios cambios en la fecha de lanzamiento, el video fue estrenado el 26 de octubre de 2011, al principio, el clip lanzado en esa fecha sería el del primer sencillo de la banda sonora, «It Will Rain» de Bruno Mars, a través del canal MTV durante un especial llamado MTV: First, en el cual también participaría la supervisora musical de los filmes de Twilight Alexandra Patsavas. Sin embargo, poco antes de la fecha del estreno el intérprete del tema pospuso el lanzamiento del video musical aludiendo que «necesitaba más tiempo». Frente a dichos problemas, Atlantic Records y Summit Entertainment —este último, responsable de los videos musicales de las bandas sonoras de la saga fílmica— decidieron posponer el video de Bruno Mars hasta el 9 de noviembre y a través de las plataformas de MTV estrenaron durante el 26 de octubre el video musical de «A Thousand Years», a ser estrenado originalmente el 10 de noviembre. Las plataformas que se incluyeron fueron el programa AMTV, los canales MTV Hits, MtvU y la página oficial de dicha cadena de televisión, así como el sitio web del canal VH1y la cuenta de YouTube oficial de la cantante.
El clip del tema recibió en su mayoría comentarios favorables. Erin Strecker de Entertainment Weekly dijo que «el look gótico y pop de Perri es grandioso para el estilo de Twilight», pero que le recordaba muy desagradablemente a Goodbye Lullaby de Avril Lavigne. MTV.tv reseñó de forma positiva el video, describiéndolo «como algo que ofrece un tono perfecto y emocional», mientras que Nicole James de MTV News lo llamó como una «extravagancia de amor» y dijo que sus partes más importantes fueron las escenas de las velas, las imágenes de la película y el primer plano de los anillos de boda de los personajes dentro de dichos clips. Respecto al vestido utilizado por Perri, dijo que «era exactamente lo que se debe usar en este tipo de videos musicales». La editora del sitio web HitFix.com Katie Hasty comentó el video favorablemente, ya que según su opinión contiene uno de los mejores momentos del filme, refiriéndose a las escenas de la boda de los personajes principales. Ted Casablanca de E! Online dijo que «poseía una gran cantidad de magia» y alabó las escenas de los personajes Bella y Edward dentro del video. Nicole Eggenberger de la revista inglesa OK! dijo que el video estaba hecho simplemente para que «los fans del filme no se decepcionaran». El canal VH1 dijo en su sitio web que el video musical del tema había sido creado con el propósito de que «los fans de la saga fílmica se obsesionaran con algo hasta el estreno de la película» aludiendo a la gran cantidad de imágenes de esta que el video contiene.
El clip de la canción recibió promoción de parte de los canales MTV Y VH1, logrando ser considerado un favorito de MTV y llegando al Top 20 Video Countdown del canal VH1, gracias a sus numerosas reproducciones en pantalla. El video dirigido por Jay Martin también fue promocionado al ser incluido en las cajas recopilatorias de DVD y Blu-ray de edición especial de la película, Bella's Wedding Dress lanzadas por la cadena de tiendas estadounidenses Walmart el 10 de febrero de 2012 y distribuidas de forma especial por el sitio web Amazon.com; además del video musical del tema de Perri, se incluyó el video de la canción «It Will Rain» de Bruno Mars en las cajas recopilatorias.

## Presentaciones en vivo
Christina Perri presentó «A Thousand Years» en variados escenarios. Su primera interpretación en directo del tema la realizó el viernes 19 de octubre en la ciudad de Dayton Ohio durante el concierto organizado por la radio MIX 107.7 llamado 2011 Concert for a Cure! que buscaba recaudar fondos para las mujeres con cáncer de mama, mientras que la segunda fue el 22 de octubre en la universidad estadounidense de Full Sail en una sesión organizada por la radio MIX105.1 FM. La cantante se presentó frente a una audiencia de más de 500 personas. Una vez finalizada su presentación en Full Sail Christina Perri comentó:

Me encantó, no puedo esperar a volver. Todo lo que MIX 105.1 FM realizó estuvo muy bien, todo el mundo trabajo increíblemente en la Universidad Full Sail para que esto saliera a la perfección.

El gerente de Roadrunner Records llamó a la presentación de Perri como algo «realmente mágico» y luego agregó que esto no solo era algo especial para los asistentes sino también para la intérprete, mientras que Jay Noble, el productor de eventos de la institución dijo que la interpretación fue «maravillosa».

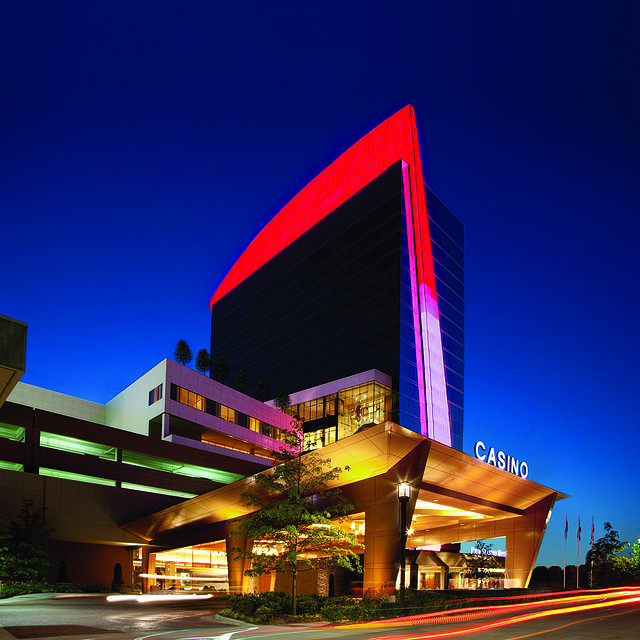
El exterior del Lumiere Place, en su teatro Christina Perri presentó los temas «A Thousand Years» y «Jar of Hearts».

El 15 de noviembre de 2011, presentó la canción en el talk show estadounidense Jimmy Kimmel Live! y después la interpretó en el programa de la conductora de televisión Ellen DeGeneres, The Ellen DeGeneres Show junto a David Hodges. La cantante formó parte del tour promocional del filme The Twilight Saga: Breaking Dawn — Part 1 llamado Breaking Dawn Cast & Concert Tour, en el cual interpretó la canción acompañada por los protagonistas de la película en las ciudades estadounidenses de Atlanta —presentándose en el teatro Buckhead—, Chicago, donde cantó el tema en la sala de conciertos del House of Blues y Dallas, lugar en el que presentó el tema en el Palladium Ballroom. Perri realizó las presentaciones los días 7, 8 y 9 de noviembre de 2011; entre las estrellas invitadas destacaron Ashley Greene, Nikki Reed, Peter Facinelli, Jackson Rathbone y varios intérpretes más de la banda sonora.
El 14 de febrero de 2012, Christina Perri se presentó en el programa matutino Live! with Kelly, donde interpretó la canción en directo para el público estadounidense. El mismo día, anunció la segunda parte de su gira para promocionar el álbum lovestrong, The Lovestrong Tour, en la que interpretará —además de temas de dicho disco— canciones de su EP The Ocean Way Sessions e incluirá el tema «A Thousand Years», como lo hizo durante sus presentaciones en Inglaterra, realizadas durante el 16 y el 18 de enero de 2012 en el Shepherds Bush Empire y en el HMV Ritz respectivamente. André Paine, del diario Evening Standard señaló que las interpretaciones de Perri en el Shepherds Bush Empire fueron «entretenidas» y llamó a su presentación de «A Thousand Years» como algo que «ofreció atisbos de destreza casi operática». La nueva parte de la gira, que recorrerá Estados Unidos y más lugares de Europa, contará con un total de 28 fechas, iniciando el 27 de abril en Hato Rey, Puerto Rico y terminando el 12 de julio en Colonia, Alemania. También interpretó el tema en el espacio matutino Morning Buzz del canal de televisión por cable VH1 que salió al aire durante el 15 de febrero y en el teatro del casino Lumiere Place ubicado en San Luis, Misuri.

## Secuela
Tras el lanzamiento de «A Thousand Years» en octubre de 2011, Perri incluyó una secuela del tema titulada «A Thousand Years (Part II)» en la banda sonora de la última película de la saga Twilight, la nueva canción incluyó estrofas cantadas por el artista de Broadway Steve Kazee, él canta el segundo verso completo de la nueva canción; además de integrarse en el final del coro cantándolo a dueto con Perri. El tema figuró como la decimotercera pista del álbum que apareció en el mercado el 13 de noviembre de 2012. Poco antes del lanzamiento del álbum la cantante dijo: «Estoy tan contenta y me siento tan honrada de participar en la banda sonora final», y en una entrevista para MTV Perri comento:

«Me encontraba de gira cuando recibí una llamada de Craig Kallman director de Atlantic Recors [que nunca antes lo había hecho] diciéndome que quería utilizar una nueva versión del tema que fuera más extensa, en la película «A Thousand Years (Part II)» dura aproximadamente seis minutos. [...] Los versos que añadí son para darle algo especial y nuevo al tema que hiciera contacto y tuviera sentido respecto a lo que ocurriría en el nuevo filme».

La nueva versión recibió comentarios variados en las reseñas de la banda sonora, James Reed del diario Boston Globe dijo que el tema era muy «empalagoso» mientras que Katie Hasty de HitFix.com dijo que era «pegadiza» y que «era un tema para ser escuchado, que estaba lejos de ser comparada a lo que Carter Burwell incluía en sus complicadas bandas sonoras». Kristen Stewart, Robert Pattinson y la autora de la saga Stephenie Meyer le agradecieron personalmente a la cantante por la composición del tema.

## Impacto cultural
Un vimeo en el que Timothy Tiah Ewe Tiam, popular bloguero malayo y cofundador del sitio de blog publicitario Nuffnang, se proponía a su novia Audrey Ooi Feng Ling con «A Thousand Years» como música de fondo inmediatamente se convirtió en un video viral, alcanzando casi 4 millones de visitas en una semana. El presentador de American Idol, Ryan Seacrest, lo describió como una conmovedora culminación de 2011. Perri comentó respecto a la utilización del tema en el video: «Ahhh yo lloraba a mares y no podía dejar de sonreír, todo al mismo tiempo. El que utilizara mi canción me hizo sentir muy honrada».
El viernes 9 de marzo, la banda de jazz de la Universidad Estatal de California con sede en Los Ángeles, realizó una presentación en el Bernell and Flora Snider Music Recital Hall, donde interpretó de forma acústica la canción «A Thousand Years» junto al tema de Estelle y Kanye West «American Boy». La cantante estadounidense Pia Mia —conocida por interpretar junto a Bella Thorne el sencillo «Bubblegum Boy»— subió a YouTube el 17 de marzo de 2012 un video en el que interpreta la canción de forma acústica.

## Lista de canciones
- Descarga digital

| «A Thousand Years» — Sencillo |                    |          |  |
| N.º                           | Título             | Duración |  |
| 1.                            | «A Thousand Years» | 4:51     |  |

- Versiones especiales

| Versiones especiales de iTunes (Estados Unidos) |                                                      |          |  |
| N.º                                             | Título                                               | Duración |  |
| 1.                                              | «A Thousand Years» (Versión acústica en piano)       | 4:43     |  |
| 2.                                              | «A Thousand Years» (Karaoke)                         | 4:43     |  |
| 3.                                              | «A Thousand Years» (Interpretada por Elise Lieberth) | 4:23     |  |

| Billboard CD-ROM, pista multimedia |                                       |          |  |
| N.º                                | Título                                | Duración |  |
| 1.                                 | «A Thousand Years» (Versión acústica) | 4:36     |  |

## Posición en las listas
| Listas (2011-12)                              | Mejor posición    |                   |                   |                   |                   |                   |                   |
| Listas de América                             | Listas de América | Listas de América | Listas de América | Listas de América | Listas de América | Listas de América | Listas de América |
| --------------------------------------------- | ----------------- | ----------------- | ----------------- | ----------------- | ----------------- | ----------------- | ----------------- |
| Canadá (Canadian Hot 100)                     | 70                |                   |                   |                   |                   |                   |                   |
| Estados Unidos (Billboard Hot 100)            | 31                |                   |                   |                   |                   |                   |                   |
| Estados Unidos Pop Songs (Billboard)          | 31                |                   |                   |                   |                   |                   |                   |
| Estados Unidos Adult Contemporary (Billboard) | 12                |                   |                   |                   |                   |                   |                   |
| Estados Unidos Adult Pop Songs (Billboard)    | 7                 |                   |                   |                   |                   |                   |                   |
| Estados Unidos Latin Pop Songs (Billboard)    | 24                |                   |                   |                   |                   |                   |                   |
| Estados Unidos Radio Songs (Billboard)        | 46                |                   |                   |                   |                   |                   |                   |
| Listas de Asia                                |                   |                   |                   |                   |                   |                   |                   |
| Japón (Japan Hot 100)                         | 9                 |                   |                   |                   |                   |                   |                   |
| Listas de Europa                              |                   |                   |                   |                   |                   |                   |                   |
| Austria (Austrian Singles Chart)              | 60                |                   |                   |                   |                   |                   |                   |
| Bélgica (Flandes) (Ultratop 50 Singles)       | 44                |                   |                   |                   |                   |                   |                   |
| Finlandia (Finland Singles Top 20)            | 19                |                   |                   |                   |                   |                   |                   |
| Escocia (Scottish Singles Top 40)             | 26                |                   |                   |                   |                   |                   |                   |
| Irlanda (Irish Singles Chart)                 | 7                 |                   |                   |                   |                   |                   |                   |
| Reino Unido (UK Singles Chart)                | 32                |                   |                   |                   |                   |                   |                   |
| República Checa (Radio Top 100 Chart)         | 13                |                   |                   |                   |                   |                   |                   |
| Listas de Oceanía                             |                   |                   |                   |                   |                   |                   |                   |
| Australia (ARIA Top 50 Singles)               | 13                |                   |                   |                   |                   |                   |                   |
| Nueva Zelanda (Top 40 Singles)                | 11                |                   |                   |                   |                   |                   |                   |

### Certificaciones
| País           | Organismo certificador | Certificación | Simbolización | Ventas     |
| -------------- | ---------------------- | ------------- | ------------- | ---------- |
| Australia      | ARIA                   | 3x Platino    | 3▲            | 210 000+   |
| Canadá         | CRIA                   | Oro           | ●             | 40 000+    |
| Estados Unidos | RIAA                   | 3x Platino    | 3▲            | 3 000 000+ |
| Irlanda        | IRMA                   | Oro           | ●             | 7500+      |
| Nueva Zelanda  | RIANZ                  | Platino       | ▲             | 15 000+    |

## Fechas de lanzamiento
| País           | Fecha                   | Formato                       | Discográfica           |
| -------------- | ----------------------- | ----------------------------- | ---------------------- |
| Estados Unidos | 18 de octubre de 2011   | Descarga digital              | Atlantic               |
| Canadá         | 18 de octubre de 2011   | Descarga digital              | WEA International Inc. |
| Australia      | 18 de octubre de 2011   | Descarga digital              | WEA International Inc. |
| México         | 18 de octubre de 2011   | Descarga digital              | Atlantic               |
| Bélgica        | 4 de noviembre de 2011  | Descarga digital              | Atlantic               |
| Irlanda        | 4 de noviembre de 2011  | Descarga digital              | Atlantic               |
| Reino Unido    | 4 de noviembre de 2011  | Descarga digital              | Atlantic               |
| España         | 28 de noviembre de 2011 | Descarga digital, CD sencillo | Atlantic               |
| Austria        | 28 de noviembre de 2011 | CD sencillo                   | Atlantic               |
| Finlandia      | 28 de noviembre de 2011 | CD sencillo                   | Atlantic               |
| Nueva Zelanda  | 28 de noviembre de 2011 | CD sencillo                   | Atlantic               |
| Italia         | 28 de noviembre de 2011 | CD sencillo                   | Atlantic, Chop Shop    |
| Suiza          | 28 de noviembre de 2011 | CD sencillo                   | Atlantic               |

## Créditos
- Christina Perri: Voz, composición.
- David Hodges: Composición, producción.
- Deborah Lurie: Cuerdas.
- Steven Miller: Guitarra.
- Mark Endert: Mezcla.
- Chad Copelin: Grabación.
- Justin Glasgow: Bajo, batería.

Créditos adaptados a partir de las notas de The Twilight Saga: Breaking Dawn — Part 1: Original Motion Picture Soundtrack y Discogs.